# ژول شوادورف
ژول شوادورف (انگلیسی: Jules Schwadorf؛ زادهٔ ۱۹ اکتبر ۱۹۹۲) بازیکن فوتبال اهل آلمان است.
از باشگاه‌هایی که در آن بازی کرده‌است می‌توان به باشگاه فوتبال هوفنهایم اشاره کرد.